# Соковос
Соковос (ісп. Socovos) — муніципалітет в Іспанії, у складі автономної спільноти Кастилія-Ла-Манча, у провінції Альбасете. Населення — 2001 особа (2010).
Муніципалітет розташований на відстані близько 280 км на південний схід від Мадрида, 75 км на південь від Альбасете.
На території муніципалітету розташовані такі населені пункти: (дані про населення за 2010 рік)
- Каньяда-Буендія: 32 особи
- Ель-Каньяр: 14 осіб
- Соковос: 1294 особи
- Лос-Ольмос: 219 осіб
- Тасона: 442 особи

## Демографія
Динаміка населення (INE ):

## Галерея зображень

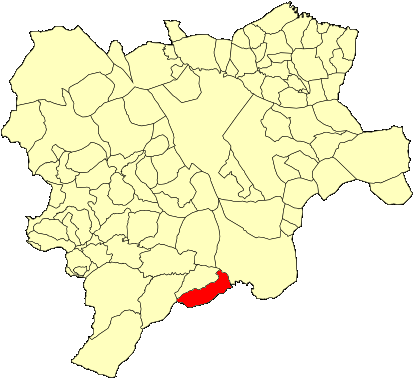
Розташування муніципалітету у провінції Альбасете
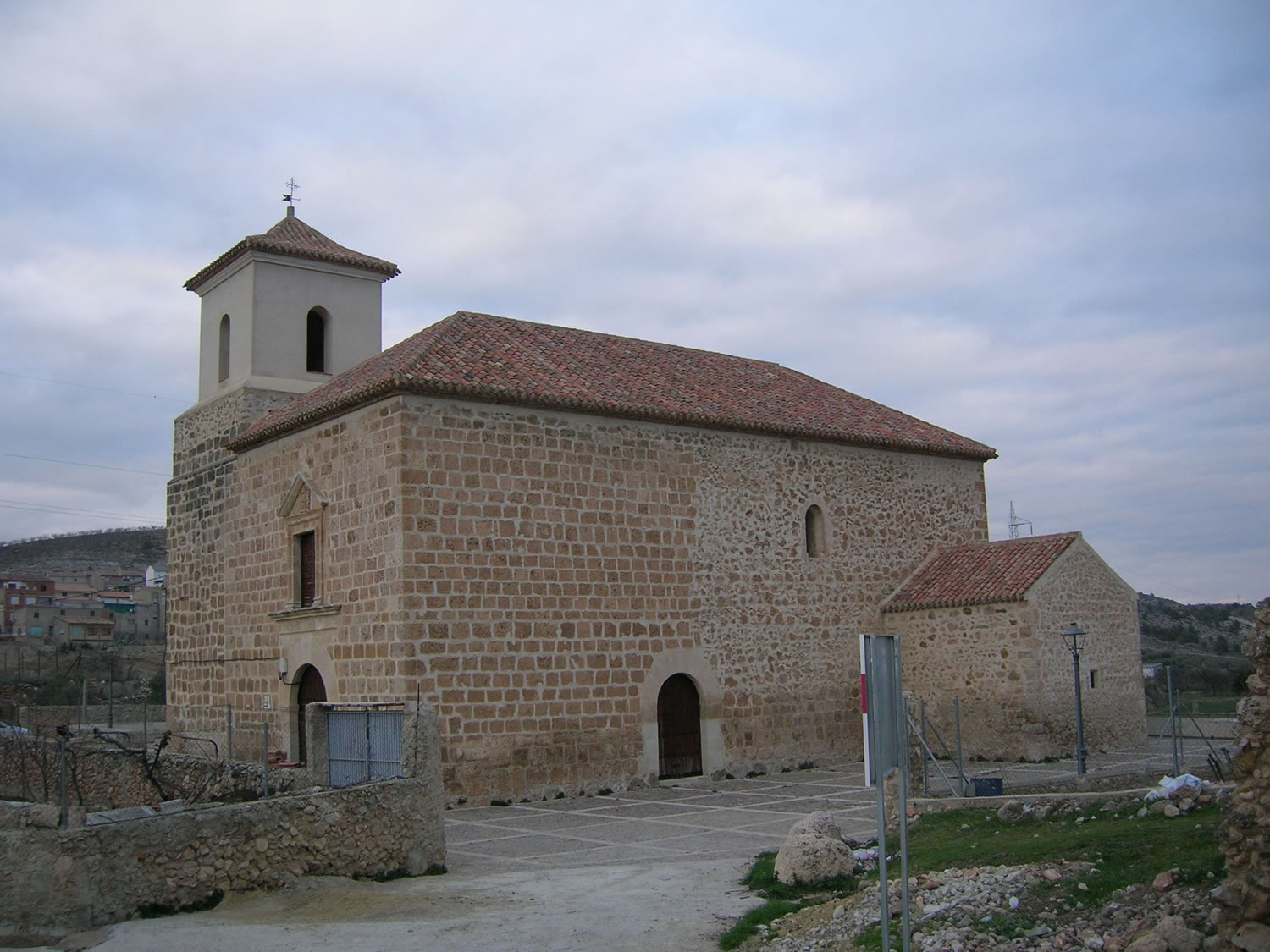
Церква
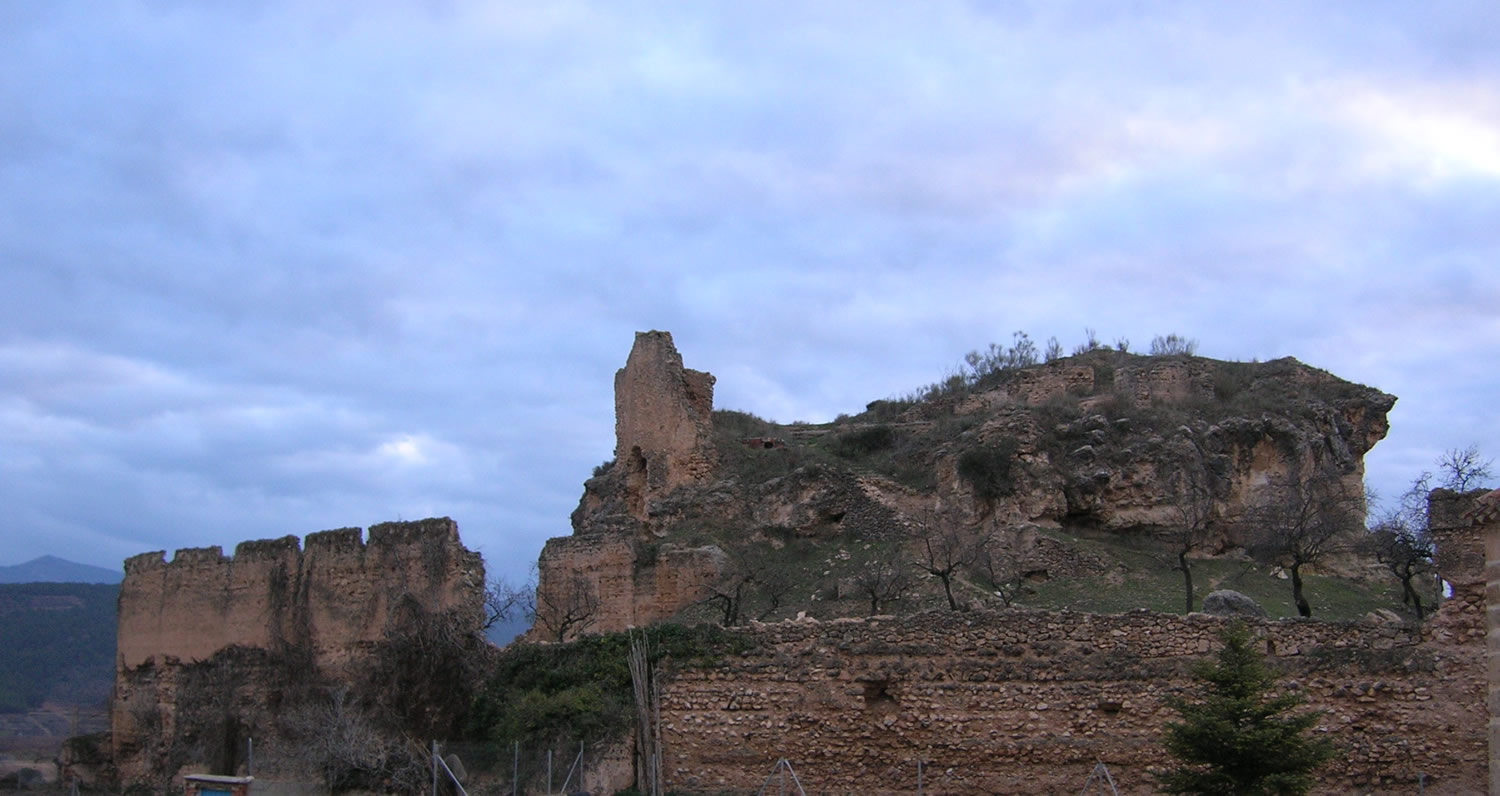
Замок
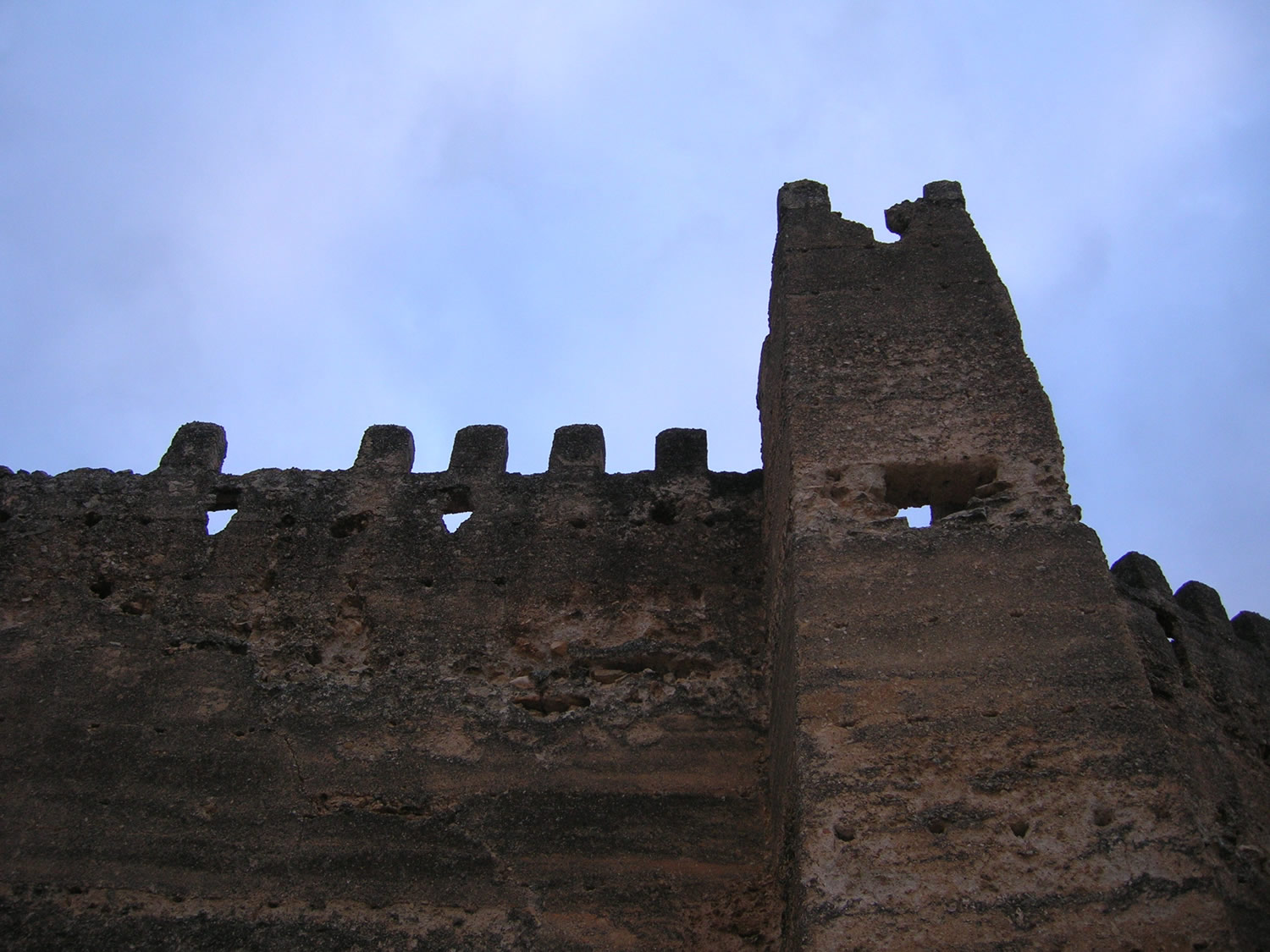
Замок
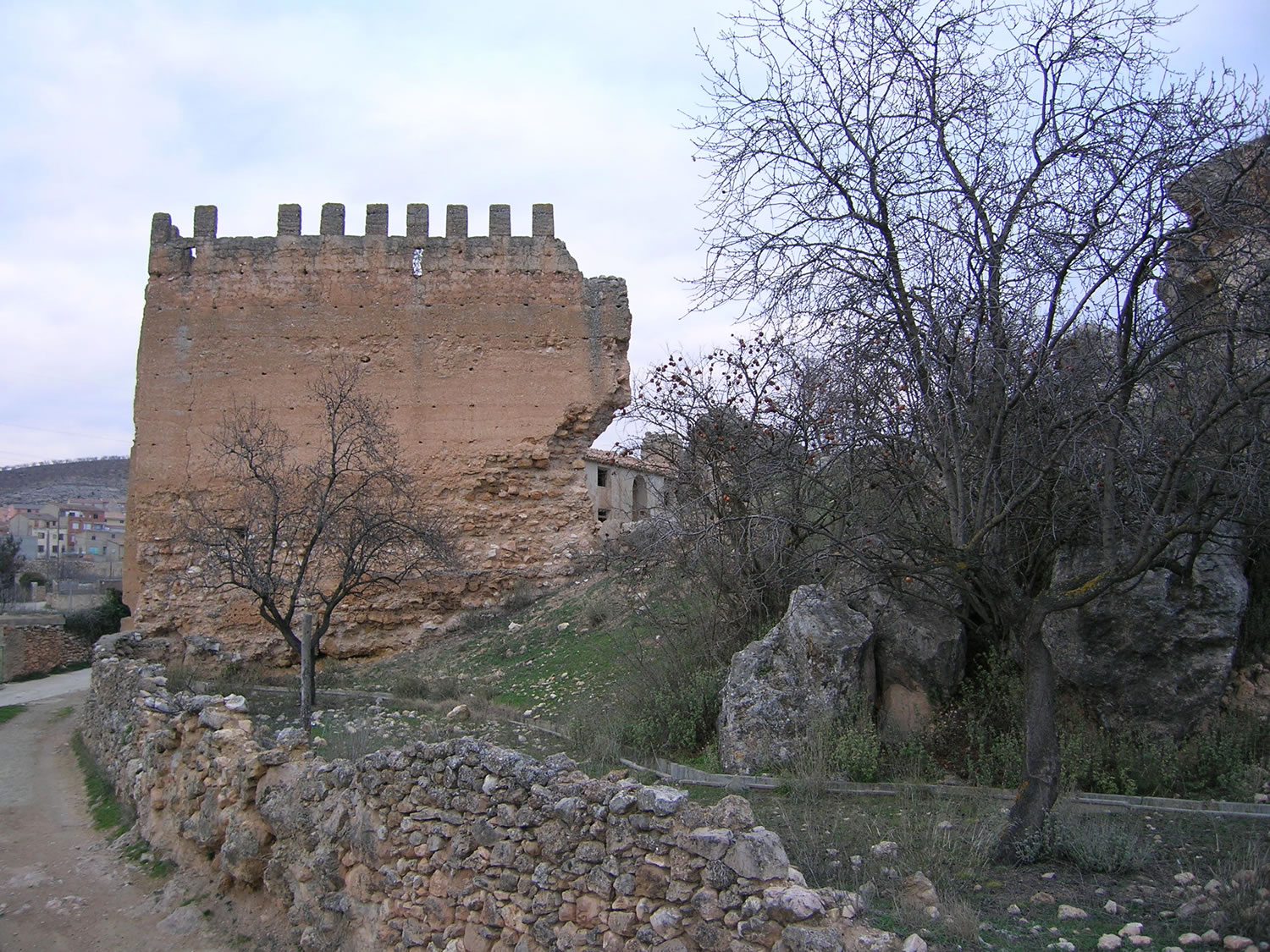
Замок